# Le Rêve (Dubaï)
Pour les articles homonymes, voir Le Rêve.
Le Rêve  est une tour résidentielle 210 m et 52 étages dans la Dubaï Marina à Dubaï, Émirats arabes unis. La construction de la tour s'est achevée en 2006.